# 범이란주의

범이란당의 기

범이란주의(Pan-Iranism)는 이란고원의 페르시아인뿐 아니라 주변의 이란계 민족까지 통합하고자 하는 민족통일주의적 이데올로기이다. 그러나 라우틀리지 페르시아만 정치 핸드북(Routledge Handbook of Persian Gulf Politics)에 따르면 이란의 범민족주의 운동은 범아랍주의나 범튀르크주의와 비교할 때 고토 수복주의를 포함하지 않으며 이란 지역의 문화적 통합을 강조하는 경향이 있다.
1920년대 초 이란의 잠재적 영토 위협으로 여겨지던 범튀르크주의와 범아랍주의의 부상에 맞서 범이란주의 사상이 발전하기 시작했다. 이는 1925년 카자르 왕조의 붕괴 이후 활발해졌다. 1940년대 제2차 세계 대전 중 영국과 소련이 이란을 침공하고 연합군이 주둔하기 시작하자 레자 샤의 무력함에 대한 불만으로 범이란주의가 다시 인기를 얻기 시작했으며, 1941년 테헤란에서 범이란당(حزب پان‌ایرانیست)이 창당되기도 했다. 1950년대에도 아리아당(حزب آریا), 이란 민족당(حزب ملت ایران), 민족사회주의 이란 노동자당(حزب سوسیالیست ملی کارگران ایران, SUMKA) 등의 민족주의 우익 조직이 범이란주의를 내걸고 활동했다.
1990년 창당된 타지키스탄 민주당도 범이란주의 성향으로 평가된다.

## 같이 보기
- 대이란
- 이란족
- 페르시아 제국